# Manoir des Marais
Le manoir des Marais est une gentilhommière qui se dresse sur l'ancienne commune française d'Hyenville au sein de la commune nouvelle de Quettreville-sur-Sienne dans le département de la Manche, en région Normandie.
Le manoir est inscrit partiellement aux monuments historiques.

## Localisation
Le manoir est situé à 1,9 km au sud-ouest du bourg d'Hyenville, et à 2,5 km au nord-ouest de Quettreville-sur-Sienne, dans le département français de la Manche.

## Historique
Le manoir fut la possession du corsaire Surcouf.

## Protection aux monuments historiques
Les façades et les toitures du bâtiment d'habitation, de la grange accolée au nord et de l'ancienne chapelle ainsi que le puits sont inscrits au titre des monuments historiques par arrêté du 7 avril 1975.